# سنتز اتر ویلیامسون
سنتز اتر ویلیامسون (به انگلیسی: Williamson ether synthesis) یک واکنش شیمیایی در شیمی آلی است که طی آن یک اتر از واکنش یک ترکیب آلی هالوژن‌دار با یک الکل به وجود می‌آید. واکنش ویلیامسون در حضور یک باز قوی مانند سدیم هیدروکسید صورت می‌گیرد. این واکنش کمک زیادی به شیمی‌دانان در کشف ساختار اتر کرد. این واکنش نخستین بار در سال ۱۸۵۰ میلادی توسط شیمیدان بریتانیایی الکساندر ویلیام ویلیامسون کشف و توصیف گردید.
سازوکار کلی این واکنش به صورت زیر است:
به عنوان مثال واکنش سدیم اتوکسید با کلرواتان که منجر به تولید دی‌اتیل اتر و سدیم کلرید می‌شود.
Na+C2H5O− + C2H5Cl → C2H5OC2H5 + Na+Cl−